# Opal, Wyoming
Opal är en småstad i sydvästra Wyoming i USA, belägen i Lincoln County, omkring 20 kilometer öster om countyts huvudort Kemmerer. Staden hade 96 invånare vid 2010 års folkräkning. Genom staden går vattendraget Hams Fork.

## Historia
Orten döptes efter tidiga fynd av opaler i trakten. Oregon Short Line Railroad byggdes förbi platsen 1882, och sammanband orten med Union Pacifics huvudlinje vid Granger, Wyoming och i andra riktningen vidare mot Oregon västerut. Postkontoret öppnades på en närbelägen ranch 1884 och flyttades till stadens nuvarande plats 1886. Staden blev under sin tidiga historia en viktig laststation för boskap på järnvägen, då ranchägarna i trakten upp till 200 km norrut drev sin boskap hit. Sedan början av 1900-talet har ortens befolkning halverats.

## Kommunikationer
Opal genomkorsas i öst-västlig riktning av U.S. Route 30, och här viker Wyoming Highway 240 av norrut. Järnvägen genom staden byggdes som delsträckning på Oregon Short Line Railroad och trafiken bedrivs idag av Union Pacific.